# Benjamin Harrison Freedman
 (mars 2012).
 (mars 2012).
Benjamin Harrison Freedman est un homme d'affaires américain du XXe siècle (New York, 1890 - 1984).
Né dans une famille juive ashkénaze, il se convertit au christianisme et en devient orateur et conférencier.

## Parcours
Freedman fut l'assistant de Bernard Baruch à la campagne présidentielle de 1912. Il assurait la liaison entre Rolla Wells, futur gouverneur de la Réserve fédérale à Saint-Louis et Henry Morgenthau senior. Il assistait régulièrement à des réunions avec le futur président des États-Unis Woodrow Wilson au sein du Comité démocratique national où il croisa également Samuel Untermyer. Il aurait été présent parmi la délégation envoyés par les milieux sionistes (un groupe de 117 personnes menées par Bernard Baruch) lors de la conférence de Versailles qui devait aboutir au traité afin de veiller aux suites de la déclaration Balfour de 1917. Parmi ses relations, on peut citer Franklin Roosevelt, Joseph Kennedy et son fils John F. Kennedy ainsi que d'autres personnes influentes telles que Haroldson Lafayette Hunt, Jr. et son fils Nelson Bunker Hunt.
Dans les années 1920 il collabora à la gestion d'un institut dermatologique et fut le principal actionnaire de la Compagnie des savons Woodbury. Il disposait d'une conséquente fortune personnelle.
En 1946, il fonda la « Ligue pour la paix et la justice en Palestine ».

## Opinions et affirmations
Freedman fait une analyse contestée sur les relations entre le sionisme, le judaïsme et les puissances occidentales de son époque.

### Les Sionistes pendant la guerre de 1914-1918
Dans une conférence sur le Sionisme faite en 1961 au Willard Hotel de Washington, il affirme qu'il a existé un lobbying concerté des milieux sionistes internationaux durant la Première Guerre mondiale en vue de la création d'un futur état juif en Palestine par le moyen d'une manipulation des alliances et des oppositions diplomatiques entre les différents pays. 
En 1916, à un moment où l'Allemagne triomphait sur tous les fronts et où le Kaiser proposait à l'Angleterre et à la France de signer un armistice mettant fin aux combats afin de revenir à la situation status quo ante bellum sans compensation de part et d'autre, des sionistes seraient venus trouver le gouvernement de Grande-Bretagne afin de le convaincre de refuser l'offre de paix et d'user de leur influence pour faire entrer en guerre les États-Unis aux côtés de la Triple-Entente, et cela en échange de l'obtention de la Palestine afin d'y établir un foyer de peuplement juif, comme le prévoira en 1917 la lettre adressée au banquier Lionel Walter Rothschild par Lord Balfour, secrétaire d'État du Foreign Office, connue sous le nom de Déclaration de Balfour de 1917. La Palestine était alors sous domination ottomane, mais les Accords Sykes-Picot signés secrètement en mai 1916 entre le Royaume-Uni et la France prévoyaient de la placer après la guerre en zone B d'influence britannique.
Benjamin Freedman affirme que les États-Unis à cette époque auraient été pro-allemands, le président Woodrow Wilson venait d'être réélu le 7 novembre 1916 sur un programme isolationniste (doctrine Monroe), et les relais sionistes dans la presse américaine firent leur possible pour retourner l'opinion publique et la pousser à la guerre. Son témoignage rejoint celui d'Henry Ford sur la volonté des milieux sionistes d'instrumentaliser le conflit pour réaliser leur projet.
Après l'entrée en guerre des États-Unis contre l'Allemagne, la Grande-Bretagne entreprit en Palestine des opérations militaires contre l'armée ottomane qui permirent que la promesse britannique prenne forme dans la Déclaration Balfour de 1917. D'un point de vue allemand, cette déclaration était la confirmation de la théorie du « coup de poignard dans le dos », c'est-à-dire que l'Allemagne aurait été trahie par sa communauté juive. 
Il exposa ses témoignages et ses interprétations historiques dans la revue Common Sense (en), puis à partir de 1946 dans ses propres publications.

### La question des Khazars et de l'origine des Juifs Ashkénazes
Freedman affirme que les juifs ashkénazes descendent des anciens Khazars, royaume caucasien de l'époque du Moyen Âge, convertis en masse au judaïsme à la suite de leur roi, en l'an 838. Après la destruction du royaume khazar, les nombreux « Juifs » de Russie, et de toute l’Europe orientale, n’étaient plus connus comme « des Khazars », mais comme « les populations yiddish/ashkénaze » de tous ces pays. Les implications de ce postulat : la communauté ashkénaze représentant la majorité de la communauté juive actuelle, elle infirmerait les mythes fondateurs du sionisme du « retour à Sion » étant donné qu'il n'y aurait pas de lien du sang avec les anciens Hébreux et donc dénierait tout droit ou prétention à l'établissement de ceux-ci en Palestine et discréditerait l'État d'Israël actuel. L'utilisation du terme « sémite » ne pourrait donc pas s'appliquer à la communauté juive dans son ensemble mais uniquement aux sépharades, tout comme son corollaire « antisémite », de plus cette théorie vide de signification tout un pan de l'idéologie antisémite raciste en général et du national-socialisme en particulier.
Cette prise de position intervient après la publication en 1941 du professeur Abraham N. Poliak, titulaire de la chaire d’histoire à l’université de Tel-Aviv, intitulée La conversion des Khazars au judaïsme, qui fut accueillie avec beaucoup d’hostilité par la communauté ashkénaze, son essai démolissant la « tradition sacrée » faisant remonter tous les juifs modernes aux douze tribus bibliques d’Israël. Trente ans plus tard, son nom fut supprimé de l’Encyclopaedia Judaica pour l'édition 1971-1972, preuve de l'étendue de la polémique à ce sujet. Freedman développa sa thèse dans une lettre ouverte adressée au Dr David Goldstein en 1954 qu'il fit amplement circuler. Pour Freedman, plus de 90 % des juifs actuels descendent des Khazars, en tenant compte des mariages entre les communautés ashkénazes et sépharades. Ses thèses seront reprises plus tard par Arthur Koestler.

### Critique du Talmud
Ce postulat, ainsi que ses vues critiques sur le Talmud, que l'on pouvait lire en langue anglaise dès 1935 à la suite d'une traduction intégrale officielle (agréée par le rabbinat) et annotée, jouèrent un rôle décisif dans sa conversion au christianisme. Freedman interpréta aussi négativement certaines traditions juives comme le Kol Nidre, durant la célébration de Yom Kippour, qui, selon son interprétation, absout les juifs pratiquants de tous leurs serments faits durant l'année écoulée, comme une porte ouverte à la déloyauté. 

## Citations
« Ils savent que le terme correct pour désigner une personne qui s’opposerait au judaïsme en tant que religion, n’est pas « antisémite », mais bien « judéophobe ». Mais s’ils ont préféré la racine « -sémite », à la racine « judéo- », c’est justement pour forger un terme de diffamation […]. »
— Benjamin Harrison Freedman, Les faits sont les faits : la vérité sur les Khazars
« Les 150 000 000 de chrétiens des États-Unis ont été soumis à une très haute pression de la part du clergé, pour qu’ils accordent leur soutien inconditionnel au programme sioniste du « retour » de ces « Juifs » d’Europe orientale dans leur « patrie » de Palestine… « Juifs » prétendus et auto-proclamés, qui étaient en réalité les descendants des Khazars. Le clergé nous a sommés de considérer les « Juifs » d’Europe orientale (prétendus ou auto-proclamés tels), comme étant le « peuple élu » par Dieu, et que la Palestine était leur « Terre Promise ». Mais en vérité notre clergé savait pertinemment ce qu’il en était. »
— Benjamin Harrison Freedman, Les faits sont les faits : la vérité sur les Khazars